# ショウファー骨折
ショーファー（ショフール）骨折（Chauffeur's fracture）とは、発見者の名前から別名ハッチンソン骨折としても知られる、前腕の橈骨茎状突起に斜めに骨折線が走った橈骨遠位端骨折の一種である。
損傷は通常、橈骨遠位端の茎状突起に対する手の舟状骨の圧迫によって引き起こされる。この骨折は主にエンジンを始動する時にスターティング・ハンドルを操作する時にハンドルが手首を強打することによって引き起こされる。治療方法は開放整復と内部固定であり、これは骨片の外科的な整復とプレートによる固定である。

## 歴史
ジョナサン・ハッチンソンは、1866年に最初にショーファー骨折について説明した。 「Chauffeur'sfracture」という用語は、1904年にフランスの外科医JustLucas -Championnièreが命名した。この名前は、フランス語で運転手助手を意味するショーファーに由来する。 
現代ではショーファーはお抱え運転手を意味するが当時の自動車は運転手と機関士の２人で運転することが多く、ショーファーのさらに古い意味は蒸気機関車や蒸気自動車のボイラー手であった。
当時の自動車はエンジンを始動するために助手がスターティング・ハンドルを手で回して運転手が自動車を操作していたので、この時にエンジンがバックファイアを起こした時にハンドルが運転手助手の手を強打した時に起きる骨折であることによる。  